# GNU Debugger
GDB o GNU Debugger es el depurador estándar para el compilador GNU. 
Es un depurador portable que se puede utilizar en varias plataformas Unix y funciona para varios lenguajes de programación como C, C++ y Fortran. GDB fue escrito por Richard Stallman en 1986. GDB es software libre distribuido bajo la licencia GPL.
GDB ofrece la posibilidad de trazar y modificar la ejecución de un programa. El usuario puede controlar y alterar los valores de las variables internas del programa.
GDB no contiene su propia interfaz gráfica de usuario y por defecto se controla mediante una interfaz de línea de comandos. Existen diversos front-ends que han sido diseñados para GDB, como Data Display Debugger, GDBtk/Insight y el «modo GUD» en Emacs.